# Archidiecezja koszycka

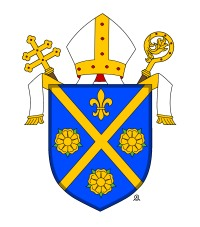
Herb archidiecezji

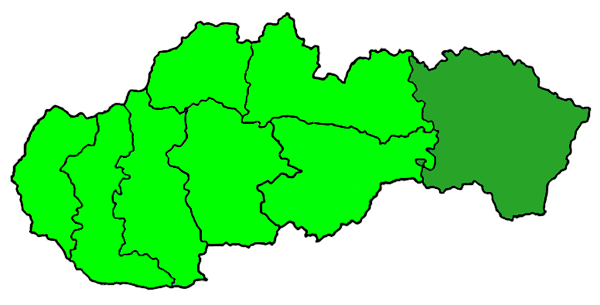
Archidiecezja koszycka (zaznaczona kolorem ciemno zielonym)

Archidiecezja koszycka (łac. Archidioecesis Cassoviensis, słow. Košická rímskokatolícka arcidiecéza) – katolicka archidiecezja słowacka położona we wschodniej części kraju. Siedziba arcybiskupa znajduje się w katedrze św. Elżbiety w Koszycach.

## Historia
Biskupstwo koszyckie powstało w 10 sierpnia 1804 r. z wyłączenia północnej części ziem archidiecezji jagierskiej. W 1977 r. weszła w skład nowo utworzonej metropolii trnawskiej. 1 marca 1995 r. Jan Paweł II, utworzył drugą prowincję kościelną na Słowacji przez podniesienie Koszyc do godności archidiecezji i podporządkował jej diecezje spiską i rożnawską.

## Biskupi
- ordynariusz - abp Bernard Bober
- biskup pomocniczy - bp Marek Forgáč
- Biskup senior - abp Alojz Tkác

## Podział administracyjny
Archidiecezja koszycka składa się z 15 dekanatów:
- Bardejov
- Humenné
- Insulanus
- Koszyce 1
- Koszyce 2
- Lipany
- Michalovce
- Moldava nad Bodvou
- Preszów
- Preszów-Solivar
- Sabinov
- Sečovce
- Sobrance
- Stropkov
- Vranov nad Topľou

## Patroni
- św. Elżbieta (1207–1231) – córka króla Węgier, tercjarka franciszkańska.

## Główne świątynie
- Katedra św. Elżbiety w Koszycach
- Bazylika św. Idziego w Bardejowie
- Bazylika Narodzenia NMP we Vranovie nad Toplou